# Abu’l Ghazi Bahadur
Abu’l Ghazi Bahadur (* 1603; † 1663) war ein Khan von Chiwa (reg. 1643–1663, abgedankt) und ein Geschichtsschreiber.

## Familienstreitigkeiten, Exil
Sein Vater war Arab Muhammed (reg. 1602–1621), der 1621 bei einer Rebellion seiner Söhne Ilbars und Habash besiegt, gefangen und ein Jahr später ermordet wurde. Abu’l Ghazi unterstützte seinen Vater militärisch und entkam nur knapp nach Samarkand.
Die Familienstreitigkeiten setzten sich unter Abu'l Ghazis älterem Bruder Izfendiar (reg. 1622–1643) fort, der Ilbars und Habash schließlich ausspielte und den Thron in Chiwa bestieg. Sie wurden offenbar angeheizt von den Spannungen zwischen den Sarten, Turkomanen und Usbeken in der Bevölkerung. Izfendiar ordnete damals Massenhinrichtungen unter den Usbeken an, und Abu’l Ghazi wurde in Chiwa festgehalten, da er sich offenbar auf die Seite der Usbeken gestellt hatte. Er rebellierte mit seinem Bruder Sherif Muhammed gegen den Khan, aber Izfendiars Turkomanen erwiesen sich als zahlenmäßig weit überlegen, und Urgentsch bot nach der Laufänderung des Amudarja keine Machtbasis mehr. Daher zerstreuten sich die Usbeken ca. 1628 in die Nachbarländer und Abu’l Ghazi floh zunächst zu dem Kasachenkhan Yesim, danach zu Imam Quli Khan von Buchara, während sich Sherif Muhammed bald mit dem Khan aussöhnte. Bei dem missglückten Versuch einer Rückkehr wurde Abu’l Ghazi offenbar gefangen genommen und an den Safawidenschah Safi I. (reg. 1629–1642) ausgeliefert.
Die folgenden zehn Jahre (1630–1640) verbrachte er mit einer ordentlichen Pension im Exil in Isfahan bzw. in Hamadan, wo er mit Vorliebe persische und arabische Geschichte studierte. Schließlich gelang ihm die Flucht in die Gebiete östlich des Kaspischen Meeres, wobei er u. a. ein Jahr bei den Kalmücken aufgehalten wurde. Sechs Monate nach seiner Rückkehr nach Urgentsch verstarb Izfendiar, so dass Abu’l Ghazi von den Usbekenclans zum Khan erhoben wurde.

## Als Khan
Zunächst musste er die Opposition der Turkomanen ausschalten. Die Turkomanen unterstützten die Söhne Izfendiars und riefen Nadir Muhammed von Buchara (reg. 1640/2-1645, abgesetzt) zu Hilfe, der Militärs unter seinem Enkel Kassim schickte. Abu’l Ghazi marschierte gegen Chiwa, konnte aber die Stadt nicht einnehmen, bis die Bucharer aufgrund des Sturzes von Nadir Muhammed die Flucht ergriffen (1644/5). Danach gewährte Abu’l Ghazi den flüchtigen Turkomanen-Clans Pardon, brach aber sein Wort und massakrierte sie u. a. bei einem Treffen in Hazarasp. In diesen Jahren war das Khanat Chiwa politisch bedeutungslos, denn seine Machthaber konnten nur jeweils wenige Hundert Soldaten aufbieten.
In den folgenden Jahren schlug Abu’l Ghazi zwei Angriffe der Kalmücken (Choschuten 1648, Torguten 1652/3) erfolgreich zurück, ging wiederum gegen die Turkomanen (1651/52) vor und zog gegen den Usbekenkhan Abd al-Aziz (reg. 1645–1678) zweimal bis in die Umgebung Bucharas (1653/4 und 1661). Bei den Feldzügen gegen Abd al-Aziz konnte er immerhin 15.000 Mann aufbieten, ein Zeichen für die erneuerte Macht seines Khanats. Ferner bewährte sich sein sechzehnjähriger Sohn Anusha Muhammed als Militär, als die Bucharer die von einem Plünderungszug heimkehrenden Truppen Abu’l Ghazis angriffen und in arge Bedrängnis brachten (1654/5). Schließlich schloss er (angeblich wegen religiöser Bedenken) Frieden mit Abd al-Aziz und übergab die Regierung an Anush (1663).

## Als Geschichtsschreiber
Abu’l Ghazi hinterließ das Geschichtsbuch Shajara-i terakime über die Turko-Mongolen bzw. die Dschingisiden (1659) und das Shajara-i turk (d. h. türkischer Stammbaum), das allerdings erst sein Sohn Anusha vollendete. Der Khan schrieb auf Tschagataisch und konzentrierte sich auf die Schaibaniden, da er seine Familiengeschichte seit der Zeit Arabsahs (ca. 1378) darstellen wollte und niemanden fand, den er mit dieser Aufgabe betrauen konnte. Sein Verhalten war keineswegs unüblich, z. B. hinterließ sein Zeitgenosse Subhan Quli Khan von Buchara eine Abhandlung über Medizin. Für seine Arbeit verwendete Abu’l Ghazi nach eigener Aussage das Werk des Raschid ed Din und siebzehn andere Dschengiz-nameh d. h. Mongolengeschichten.